# شاد جاسبارد
 شاد جاسبارد  (بالإنجليزية: Shad Gaspard)‏ (مواليد 13 يناير 1981) مصارع أمريكي محترف كان يصارع في الدبليو دبليو إي تحت أسمه الحقيقي وكان قد شكل فريق مع المصارع جاي تي جي منذ عام 2006 حتى عام 2010 حيث خسرو ضد جون موريسون وار تروث وبعد المبارة شاد قام بالهجوم على جاي تي جي وأعلن شاد بأن فريق (كرايم تايم) قد أنتهى حيث تواجها في عرض  EXTREME RULES  عام 2010 في مباراة من نوع الحبل أنتصر فيها جاي تي جي وخسر شاد وأنتهى عقده في 19 نوفمبر 2010 مع خمس مصارعين أخرين.

## الحياة الشخصية
شاد متزوج من عارضة الأزياء سلينا جيورجيف جاسبارد، وأنجبا أول ولد لهما في أبريل 2010. في 5 مارس 2011 شاد أعتقل من قبل شرطة كولمبوس في أوهايو بسبب مخالفته أوامر ضابط الشرطة، وأطلق سراحه في يوليو 2011.

## روابط خارجية
- شاد جاسبارد على موقع IMDb (الإنجليزية)
- شاد جاسبارد على موقع قاعدة بيانات الفيلم (الإنجليزية)
- شاد جاسبارد على موقع دبليو دبليو إي (الإنجليزية)
- شاد جاسبارد على موقع WrestlingData.com (الإنجليزية)
- شاد جاسبارد على موقع CageMatch worker (الإنجليزية)
- شاد جاسبارد على موقع قاعدة بيانات المصارعة على الإنترنت (الإنجليزية)
- شاد جاسبارد على موقع عالم المصارعة على الإنترنت (الإنجليزية)
- شاد جاسبارد على موقع عالم المصارعة على الإنترنت (الإنجليزية)